# Katianira chelifera
Katianira chelifera is een pissebed uit de familie Katianiridae. De wetenschappelijke naam van de soort is voor het eerst geldig gepubliceerd in 1916 door H.J. Hansen.
De soort werd verzameld door de Deense expeditie met de "Ingolf" naar de arctische gebieden in 1895-1896, ten zuidwesten van IJsland op een diepte van 799 vadems.